# Brenda Schultz-McCarthy
Brenda Anne Marie Schultz-McCarthy (Haarlem, Països Baixos, 28 de desembre de 1970) ha estat una tennista professional neerlandesa. És coneguda pel seu potent servei que li va permetre registrar el cinquè servei més ràpid en el tennis femení amb 209 km/h.

## Torneigs de Grand Slam

### Dobles: 1 (0−1)
| Resultat  | Núm. | Any  | Torneig | Parella       | Oponents                       | Marcador |
| --------- | ---- | ---- | ------- | ------------- | ------------------------------ | -------- |
| Finalista | 1.   | 1995 | US Open | Rennae Stubbs | Gigi Fernández Natasha Zvereva | 5−7, 3−6 |

### Dobles mixtos: 1 (0−1)
| Resultat  | Núm. | Any  | Torneig       | Parella          | Oponents                 | Marcador |
| --------- | ---- | ---- | ------------- | ---------------- | ------------------------ | -------- |
| Finalista | 1.   | 1988 | Roland Garros | Michiel Schapers | Lori McNeil Jorge Lozano | 5−7, 2−6 |

## Jocs Olímpics

### Dobles
| Resultat | Any  | Campionat                            | Parella         | Oponents                                  | Marcador |
| -------- | ---- | ------------------------------------ | --------------- | ----------------------------------------- | -------- |
| 4t lloc  | 1996 | Jocs Olímpics, Atlanta, Estats Units | Manon Bollegraf | Conchita Martínez Arantxa Sánchez Vicario | 1−6, 3−6 |

## Carrera esportiva
Inicià la seva carrera amb el seu nom de soltera, Brenda Schultz, però el 8 d'abril de 1995 es casà amb el jugador de futbol americà i estatunidenc Sean McCarthy, del qual va adoptar el cognom.
En categoria júnior va guanyar el torneig de Wimbledon individual l'any 1988.
El seu millor rànquing fou el novè lloc l'any 1996 i el seu millor resultat fou la disputa dels quarts de final a Wimbledon i US Open el 1995. Va guanyar un total de set títols individuals però tots de categories menors i disputant només la final d'un torneig important a Berlín (1994). En dobles va aconseguir millors resultats, ja que va acumular nou títols destacant els de Toronto i Indian Wells, però va arribar a disputar la final d'un Grand Slam al US Open de 1995 amb Rennae Stubbs com a parella.
Amb l'equip neerlandès va disputar la final de la Fed Cup l'any 1997 però no van poder superar l'equip francès, Schultz va disputar dos partits individuals amb una victòria i una derrota.
Es va retirar del tennis professional l'any 1999 a causa de diverses lesions de llarga durada, malgrat que va tornar els anys 2005 i 2006 per disputar la Fed Cup i algun torneig dels circuits WTA i ITF.

## Palmarès: 16 (7−9−0−0)

### Individual: 16 (7−9)
| Llegenda                     |
| ---------------------------- |
| Grand Slam (0−0)             |
| WTA Tour Championships (0−0) |
| Tier I (0−1)                 |
| Tier II (0−0)                |
| Tier III (0−0)               |
| Tier IV (2−1)                |
| Tier V (1−5)                 |

| Títols per superfície |
| --------------------- |
| Dura (1−3)            |
| Gespa (1−0)           |
| Terra batuda (1−2)    |
| Moqueta (0−2)         |

| Resultat   | Núm. | Data                 | Torneig                     | Superfície   | Oponent en la final | Marcador         |
| ---------- | ---- | -------------------- | --------------------------- | ------------ | ------------------- | ---------------- |
| Finalista  | 1.   | 28 de febrer de 1988 | Oklahoma City, Estats Units | Moqueta      | Lori McNeil         | 3−6, 2−6         |
| Finalista  | 2.   | 24 d'abril de 1988   | Taipei, Taiwan              | Moqueta (i)  | Stephanie Rehe      | 4−6, 4−6         |
| Finalista  | 3.   | 8 de gener de 1989   | Brisbane, Austràlia         | Dura         | Helena Suková       | 6−7(6), 6−7(6)   |
| Guanyadora | 1.   | 25 d'agost de 1991   | Schenectady, Estats Units   | Dura         | Alexia Dechaume     | 7−6(5), 6−2      |
| Guanyadora | 2.   | 14 de juny de 1992   | Birmingham, Regne Unit      | Gespa        | Jenny Byrne         | 6−2, 6−2         |
| Finalista  | 4.   | 12 de juliol de 1992 | Palerm, Itàlia              | Terra batuda | Mary Pierce         | 1−6, 7−6(3), 1−6 |
| Finalista  | 5.   | 30 d'agost de 1992   | Schenectady                 | Dura (i)     | Barbara Rittner     | 6−7(3), 3−6      |
| Guanyadora | 3.   | 2 de maig de 1993    | Tàrent, Itàlia              | Terra batuda | Debbie Graham       | 7−6(5), 6−2      |
| Finalista  | 6.   | 27 de febrer de 1994 | Oklahoma City (2)           | Dura (i)     | Meredith McGrath    | 6−7(6), 6−7(4)   |
| Finalista  | 7.   | 15 de maig de 1994   | Berlín, Alemanya            | Terra batuda | Steffi Graf         | 6−7(6), 4−6      |

### Dobles: 19 (9−10)
| Llegenda                     |
| ---------------------------- |
| Grand Slam (0−1)             |
| WTA Tour Championships (0−0) |
| Tier I (2−3)                 |
| Tier II (2−2)                |
| Tier III (3−1)               |
| Tier IV (2−2)                |
| Tier V (0−1)                 |

| Títols per superfície |
| --------------------- |
| Dura (4−3)            |
| Gespa (1−0)           |
| Terra batuda (3−4)    |
| Moqueta (1−3)         |

| Resultat   | Núm. | Data                   | Torneig                     | Superfície   | Parella                 | Oponents en la final                  | Marcador          |
| ---------- | ---- | ---------------------- | --------------------------- | ------------ | ----------------------- | ------------------------------------- | ----------------- |
| Guanyadora | 1.   | 23 d'abril de 1989     | Tampa, Estats Units         | Terra batuda | Andrea Temesvári        | Elise Burgin Rosalyn Fairbank         | 7−6(6), 6−4       |
| Finalista  | 1.   | 16 de juliol de 1989   | Arcaishon, França           | Terra batuda | Mercedes Paz            | Sandra Cecchini Patricia Tarabini     | 3−6, 6−7(5)       |
| Finalista  | 2.   | 10 de novembre de 1990 | Nashville, Estats Units     | Dura (i)     | Caroline Vis            | Kathy Jordan Larisa Neiland           | 1−6, 2−6          |
| Guanyadora | 2.   | 2 de maig de 1993      | Tàrent, Itàlia              | Terra batuda | Debbie Graham           | Petra Langrová Mercedes Paz           | 6−0, 6−4          |
| Finalista  | 3.   | 16 de maig de 1993     | Berlín, Alemanya            | Terra batuda | Debbie Graham           | Gigi Fernández Natasha Zvereva        | 1−6, 3−6          |
| Finalista  | 4.   | 11 de juliol de 1993   | Palerm, Itàlia              | Terra batuda | Silvia Farina Elia      | Karin Kschwendt Natalia Medvedeva     | 4−6, 6−7(4)       |
| Finalista  | 5.   | 8 de maig de 1994      | Roma, Itàlia                | Terra batuda | Gabriela Sabatini       | Gigi Fernández Natasha Zvereva        | 1−6, 3−6          |
| Finalista  | 6.   | 13 de novembre de 1994 | Filadèlfia, Estats Units    | Moqueta (i)  | Gabriela Sabatini       | Gigi Fernández Natasha Zvereva        | 6−4, 4−6, 2−6     |
| Guanyadora | 3.   | 12 de febrer de 1995   | Chicago, Estats Units       | Moqueta (i)  | Gabriela Sabatini       | Tami Whitlinger Jones Marianne Werdel | 5−7, 7−6(4), 6−4  |
| Finalista  | 7.   | 19 de febrer de 1995   | Oklahoma City, Estats Units | Dura (i)     | Katrina Adams           | Nicole Arendt Laura Golarsa           | 4−6, 3−6          |
| Guanyadora | 4.   | 27 d'agost de 1995     | Toronto, Canadà             | Dura         | Gabriela Sabatini       | Martina Hingis Iva Majoli             | 4−6, 6−0, 6−3     |
| Finalista  | 8.   | 10 de setembre de 1995 | US Open, Estats Units       | Dura         | Rennae Stubbs           | Gigi Fernández Natasha Zvereva        | 5−7, 3−6          |
| Finalista  | 9.   | 1 d'octubre de 1995    | Leipzig, Alemanya           | Moqueta (i)  | Caroline Vis            | Meredith McGrath Larisa Neiland       | 4−6, 4−6          |
| Guanyadora | 5.   | 25 de febrer de 1996   | Oklahoma City               | Dura (i)     | Chanda Rubin            | Katrina Adams Debbie Graham           | 6−3, 6−2          |
| Guanyadora | 6.   | 19 de març de 1996     | Indian Wells, Estats Units  | Dura         | Chanda Rubin            | Julie Halard-Decugis Nathalie Tauziat | 6−1, 6−4          |
| Guanyadora | 7.   | 5 de maig de 1996      | Hamburg, Alemanya           | Terra batuda | Arantxa Sánchez Vicario | Gigi Fernández Martina Hingis         | 4−6, 7−6(10), 6−4 |
| Guanyadora | 8.   | 23 de juny de 1996     | Rosmalen, Països Baixos     | Gespa        | Larisa Neiland          | Kristie Boogert Helena Suková         | 6−4, 7−6(7)       |
| Guanyadora | 9.   | 27 d'octubre de 1996   | Quebec, Canadà              | Dura (i)     | Debbie Graham           | Amy Frazier Kimberly Po               | 6−1, 6−4          |
| Finalista  | 10.  | 23 de febrer de 1997   | Hannover, Alemanya          | Moqueta (i)  | Larisa Neiland          | Nicole Arendt Manon Bollegraf         | 6−4, 3−6, 6−7(4)  |

### Dobles mixtos: 1 (0−1)
| Resultat  | Núm. | Data               | Torneig               | Superfície   | Parella          | Oponents en la final     | Marcador |
| --------- | ---- | ------------------ | --------------------- | ------------ | ---------------- | ------------------------ | -------- |
| Finalista | 1.   | 23 de maig de 1988 | Roland Garros, França | Terra batuda | Michiel Schapers | Lori McNeil Jorge Lozano | 5−7, 2−6 |

### Equips: 1 (0−1)
| Resultat  | Núm. | Data                  | Torneig                                         | Superfície  | Equips                                      | Oponents en la final                                         | Marcador |
| --------- | ---- | --------------------- | ----------------------------------------------- | ----------- | ------------------------------------------- | ------------------------------------------------------------ | -------- |
| Finalista | 1.   | 3−4 d'octubre de 1997 | Copa Federació, 's-Hertogenbosch, Països Baixos | Moqueta (i) | Manon Bollegraf Miriam Oremans Caroline Vis | Alexandra Fusai Mary Pierce Nathalie Tauziat Sandrine Testud | 1−4      |

## Trajectòria en Grand Slams

### Individual
| Open d'Austràlia | A   | 1R | 4R          | 2R          | 1R          | 1R | A           | A           | 4R          | 2R | 2R          | A           | A           | 0 / 8     |
| Roland Garros | A   | 4R | 1R          | 2R          | 1R          | 3R | 4R          | 3R          | 2R          | 3R | 3R          | 1R          | 1R          | 0 / 12    |
| Wimbledon | A   | 1R | 1R          | 4R          | 4R          | 1R | 3R          | 2R          | QF          | 3R | 3R          | A           | A           | 0 / 10    |
| US Open | 1R  | 1R | 1R          | 1R          | 2R          | 3R | 3R          | 1R          | QF          | 2R | 2R          | A           | A           | 0 / 11    |
| Jocs Olímpics | NC  | A  | No celebrat | No celebrat | No celebrat | 2R | No celebrat | No celebrat | No celebrat | 3R | No celebrat | No celebrat | No celebrat | 0 / 2     |
| Rànquing a final d'any | 149 | 40 | 83          | 43          | 30          | 33 | 40          | 15          | 13          | 12 | 15          | 181         | −           | 403 – 293 |
| Llegenda: G: Guanyadora; F: Finalista; SF: Semifinalista; QF: Quarts de final; Q: Qualificació; A: Absent; RR: Round Robin |     |    |             |             |             |    |             |             |             |    |             |             |             |           |

### Dobles
| Torneig                | 1988 | 1989        | 1990        | 1991        | 1992 | 1993        | 1994        | 1995        | 1996 | 1997        | 1998        | 1999        | Títols    |
| ---------------------- | ---- | ----------- | ----------- | ----------- | ---- | ----------- | ----------- | ----------- | ---- | ----------- | ----------- | ----------- | --------- |
| Open d'Austràlia       | 2R   | 1R          | SF          | 1R          | SF   | A           | A           | 2R          | 2R   | 3R          | 2R          | A           | 0 / 9     |
| Roland Garros          | 1R   | SF          | QF          | 1R          | 2R   | 3R          | 3R          | 3R          | 2R   | 2R          | A           | 1R          | 0 / 11    |
| Wimbledon              | 1R   | QF          | 2R          | 2R          | 2R   | 1R          | 2R          | SF          | A    | 3R          | A           | A           | 0 / 9     |
| US Open                | 1R   | 1R          | 3R          | 2R          | 1R   | 3R          | A           | F           | 1R   | 1R          | A           | A           | 0 / 9     |
| Jocs Olímpics          | A    | No celebrat | No celebrat | No celebrat | 1R   | No celebrat | No celebrat | No celebrat | 4a   | No celebrat | No celebrat | No celebrat | 0 / 2     |
| Rànquing a final d'any | 88   | 31          | 34          | 60          | 35   | 27          | 31          | 14          | 18   | 45          | 187         | −           | 238 – 177 |